# Памет българска
„Памет българска“ е телевизионно предаване с историческа тематика, което се излъчва всяка събота по БНТ от 2002 г. до 12 март 2011 г., когато е свалено временно от екран до повторното му връщане на 26 март 2011 г. Продължителността му варира от темите и свободното ефирно време (от 25 до 60 мин). Водещ на предаването е Божидар Димитров – историк.